# لادیسلاف نوواک
لادیسلاف نوواک (چکی: Ladislav Novák؛ ۵ دسامبر ۱۹۳۱ – ۲۱ مارس ۲۰۱۱) یک بازیکن فوتبال، و مربی فوتبال اهل چکسلواکی بود.

## باشگاهی
از باشگاه‌هایی که در آن بازی کرده‌است می‌توان به دوکلا پراگ و باشگاه فوتبال باومیت یابلونتس اشاره کرد.

## تیم ملی
وی سابقه ۷۵ بازی در تیم ملی فوتبال چکسلواکی را در کارنامه دارد.